# Henri Laurent
Henri Laurent (n. 1 aprilie 1881, Beaulieu, Centre-Val de Loire, Franța – d. 14 februarie 1954, La Rochelle, Poitou-Charentes, Franța) a fost un scrimer francez, medaliat olimpic. A participat la o ediție a Jocurilor Olimpice (1900) în care a câștigat o medalie de bronz.

## Participări
Lista de mai jos prezintă principalele competiții la care a participat Henri Laurent de-a lungul carierei.
- fencing at the 1900 Summer Olympics – men's masters épée[*]